# 峡州路
峡州路，元朝时设置的路。
元世祖至元十七年（1280年）改峡州为峡州路，治所在夷陵县（今湖北省宜昌市江北）。属河南江北等处行中书省管辖。辖境相当今湖北省宜昌市、长阳县、枝江市等地区。下辖夷陵县、远安县、长阳县、宜都县等县。1364年，吴王朱元璋废除峡州路，改为峡州。1376年，峡州改为夷陵州。